# Traveller (film 1981)
Traveller è un film del 1981 diretto da Joe Comerford.

## Riconoscimenti
- 1982 - Festival del cinema di Locarno
  - Menzione speciale